# Der vierte Kennedy
Der vierte Kennedy (Original: englisch The Fourth K) ist ein 1990 veröffentlichter Roman von Mario Puzo. Er handelt von der Präsidentschaft Francis Xavier Kennedys, dem imaginären Neffen von John F. Kennedy, Robert F. Kennedy und Edward Kennedy.

## Inhalt

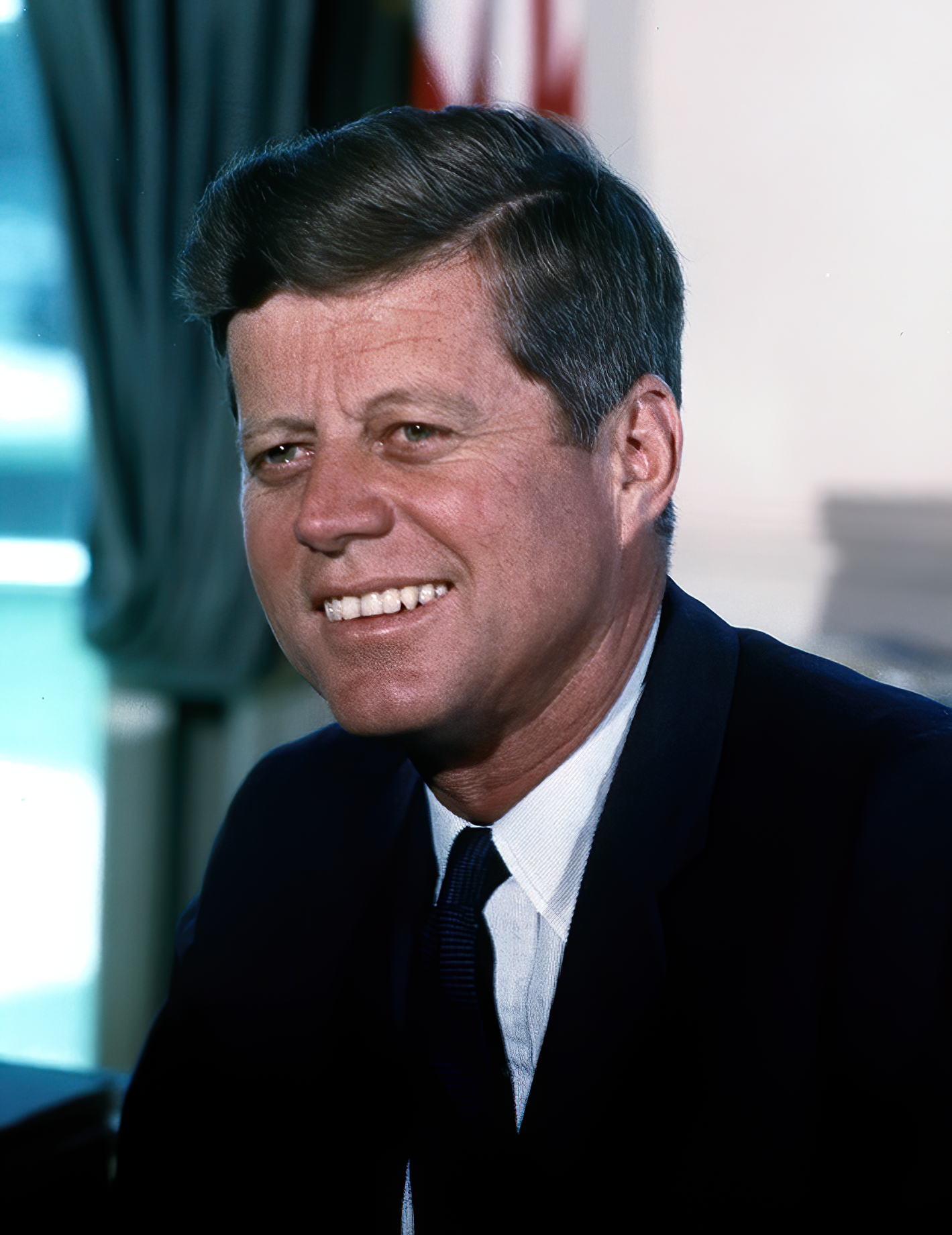
John F. Kennedy
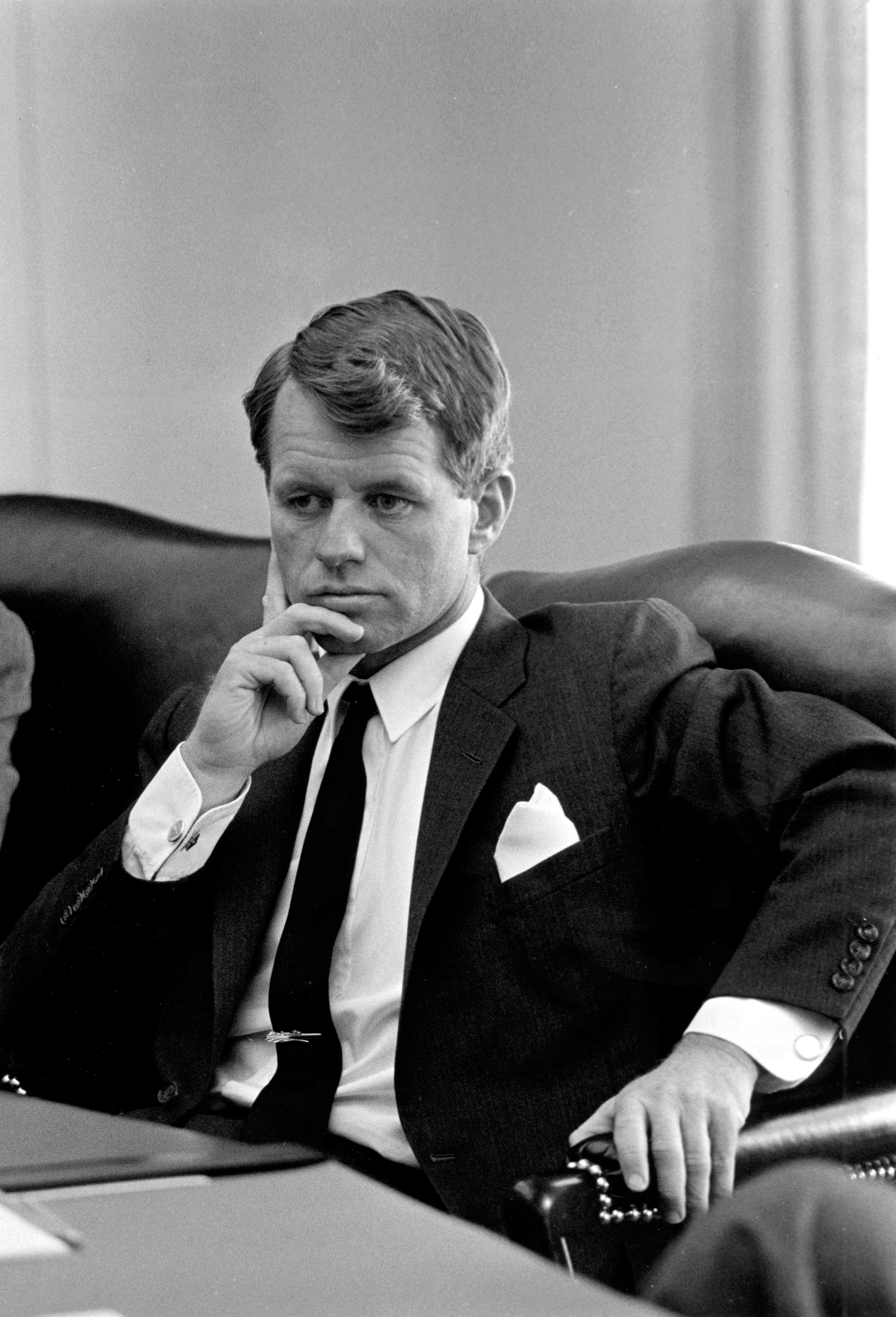
Robert F. Kennedy
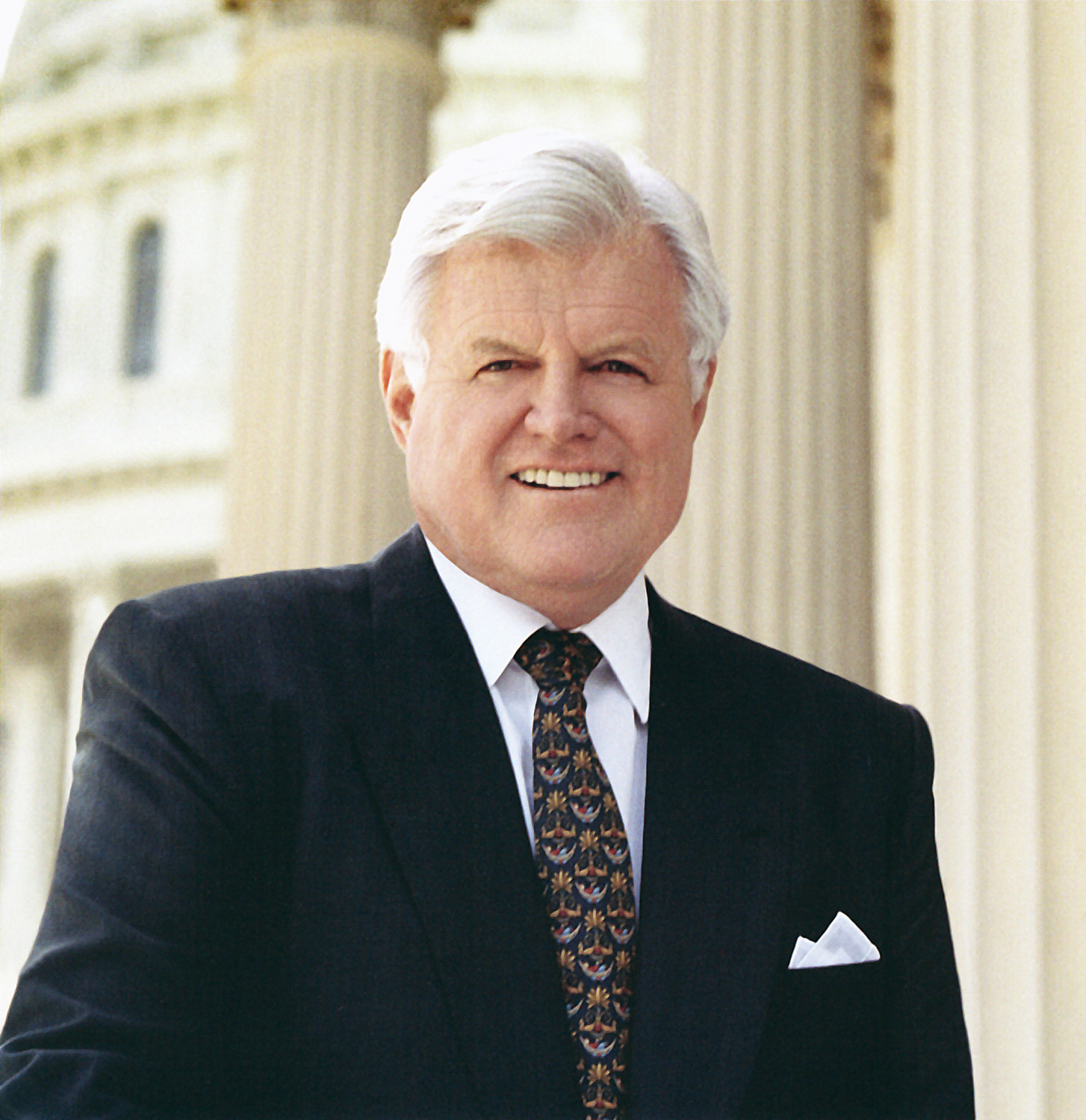
Edward Kennedy

Der Roman beginnt kurz vor Ende der ersten Amtszeit Francis Xavier Kennedys. Gerade hat er seinem Stab mitgeteilt, dass er nicht mehr für eine zweite Amtszeit bewerben werde, als die Mitglieder einer Terrorgruppe eine großangelegte Anschlagsserie starten. Zuerst töten sie den Papst und anschließend entführen sie das Flugzeug, in dem Theresa, die Tochter des Präsidenten, sitzt und flüchten in den imaginären ölreichen Staat Sherhaben im Nahen Osten. Sie wird in der Folge von dem Anführer der Terroristen erschossen. Daraufhin stellt Kennedy dem Herrscher von Sherhaben ein Ultimatum: Sollte er den Anführer der Terroristen, Yabril, nicht ausliefern und die Geiseln befreien, werde die Luftwaffe seine Hauptstadt zerstören und in der Folge auch das gesamte Staatsgebiet. Dies alarmiert die Mitglieder des Socrates Club's, einer Geheimloge, die durch das Bombardement ihre umfangreichen Investitionen in Sherhaben gefährdet sehen. Sie leiten über ihre Verbindungen im Kongress ein Amtsenthebungsverfahren gegen den Präsidenten ein, das aber scheitert, was mit einer zeitgleich am Times Square explodierenden Atombombe zusammenhängt. Danach kandidiert Kennedy doch noch für eine weitere Amtszeit und gewinnt die Wahl. Bei der Siegesfeier wird er aber von einem Einzeltäter erschossen.

## Form
Der vierte Kennedy ist aus der Perspektive eines allwissenden Erzählers geschrieben. Die Motive aller wichtigen handelnden Personen werden über Rückblenden offengelegt, die meist den Charakter einer vollständigen Biographie von ihrer Kindheit bis zur Zeit der Handlung haben.

## Rezension
John Kenneth Galbraith von der New York Times zeigte sich beeindruckt von der Vorstellungskraft des Autors (“I am impressed by the author’s imagination”), zweifelte aber an der Wahrscheinlichkeit des Szenarios (“I am somewhat less impressed by the plausibility of his prospect”). Das Amtsenthebungsverfahren und verschiedene andere Angelegenheiten, wie auch die Atombombenexplosion, gingen weit über jede Glaubwürdigkeit hinaus. (“In that lightning impeachment and, I think, in quite a number of other matters, including the homemade bomb in New York, it goes well beyond the range of reasonable probability.”)
Christopher Lehmann-Haupt ging in seiner Buchbesprechung, ebenfalls für die New York Times, mit dem Roman hart ins Gericht. Seiner Meinung nach wurden die Charaktere von den Geschehnissen geformt, statt durch ihre menschlichen Züge (“The characters are construed from events instead of being built from human traits.”). Daraus folgte eine klobige und unharmonische Prosa (“A result is that the novel's prose is almost always clunkily out of tune.”). Außerdem verlor sich Puzo zu oft in, für die Geschichte irrelevanten, Details.
Der Autor selbst bezeichnete das Werk als kommerziellen Fehlschlag, aber als sein ambitioniertestes Buch (“The Fourth K was a (commercial) failure but it was my most ambitious book.”).

## Ausgabe
- Mario Puzo: Der vierte Kennedy (= Knaur. Nr. 60094). Droemer Knaur, München 1993, ISBN 3-426-60094-3, S. 576 (englisch: The Fourth K. New York 1990. Übersetzt von Gisela Stege).